# Mekosuchus inexpectatus
Mekosuchus inexpectatus is een uitgestorven krokodil, behorend tot de familie Mekosuchidae.
In Australië stierf het geslacht Mekosuchus in het Plioceen door te sterke concurrentie van de soorten van het geslacht Crocodylus uit. Op verschillende Zuid-Pacifische eilanden (New Caledonia, Fiji, Vanuatu) overleefde de soort Mekosuchus inexpectatus echter tot ongeveer 1600 jaar geleden. Mekosuchus inexpectatus, ook wel New Caledonia-krokodil genoemd, was ongeveer twee meter lang. In tegenstelling tot de hedendaagse krokodillen was het een landbewoner. Aangezien er op de eilanden weinig grote dieren leefde die als prooi voor Mekosuchus inexpectatus konden dienen, waren de achterste tanden bij deze krokodil aangepast voor het kraken van de schelpen van weekdieren. Overbejaging door de mens leidde uiteindelijk tot het uitsterven van Mekosuchus inexpectatus.